# Oligarhijski prevrat (411. p. n. e.)
Oligarhijski prevrat 411. godine st. e. bio je politički pokret u Atini tokom Peloponeskog rata, kada je demokratska vlast na kratko vreme zamenjena oligarhijskim uređenjem.

## Jačanje oligarhije
Nakon propasti Sicilijanske ekspedicije 413. god. st. e. u Atini se pojačavala aktivnost raznih grupa oligarha koji su svi istupali pod parolom vraćanja "poretku očeva", koja je bila vrlo pogodna za udruživanje raznih grupa, pre svega zbog njene neodređenosti. Pod "zakonima predaka" podrazumevali su se kako demokratski ustav Klistena tako i timokratsko zakonodavstvo Solona, pa čak i Drakonovi zakoni. Proširuje se socijalna baza oligarha. Dok su im ranije pripadali samo predstavnici starih aristokratskih lakonofilskih rodova i jedini njihov oslonac predstavljala "zlatna omladina", okupljenja u tajne organizacije – heterije, 412. st. e. oligarsima podršku daju najbogatiji atinski građani. Tako je došlo do udruživanja oligarha i bogatih građana. Glavna parola saveza bilo je ograničenje državnih rashoda. Pod tim se podrazumevalo ukidanje plata buleutima i sudijama te ukidanje naknada za posete zasedanjima eklesije. Time bi atinska sirotinja bila lišena učešća u upravljanju državom, a vlast bi faktički prešla u ruke oligarha i grupa koje im daju podršku.
Naravno, demos se ne bi dobrovoljno odrekao vlasti; osim toga, razna državna davanja predstavljala su jedini izvor za prehranu širokih masa demosa koji je bio sateran sa svojih njiva u grad i ostao bez ikakvih sredstava za život. Većinu mornara atinske flote koja se nalazila kod Samosa takođe su činili teti, najveće pristalice demokratije. Međutim, teti su većinom bili odsutni, pošto su služili u floti koja se u to vreme stalno nalazila u Joniji. Tako jedna od najaktivnijih grupa atinskih građana nije mogla učestvovati u radu eklesije. U to su vreme i neki bivši rukovodioci radikalnih elemenata, kao što su Pisandar i Harikle, prešli oligarsima, čak i stali na čelo antidemokratskih poduhvata.
Stoga su oligarsi 412. st. e. relativno lako odneli dve važne pobede. Prvo, odmah posle sicilijske katastrofe delimično je bio narušen atinski ustav. Naime, doneta je odluka o uspostavljanju "magistrature u kojoj bi bili najstariji građani i kojoj bi dužnost bila da prethodno veća o tekućim poslovima". Ta se magistratura zvala probule. Dotle je takvu magistraturu predstavljalo Veće pet stotina (bule), čija je osnovna funkcija upravo bila "prethodno većanje o tekućim poslovima". Uvođenjem nove magistrature uloga bule svodila se na nulu. Novo je bilo u tome što su ranije članovi bule birani žrebom i što je to Veće predstavljalo organ eklesije, koji je – mada nije imao dovoljno iskustva u upravljanju – ipak bio demokratski. Probule se, međutim, formirala iz redova najstarijih građana; pošto su birani posle sicilijskog neuspeha, oni su većinom zastupali mišljenje oligarha i konzervativnih slojeva stanovništva. Drugu pobedu oligarhije predstavljali su izbori stratega 412. st. e., jer je većina stratega – na čelu sa Frinihom – pripadala oligarhiji. 
Demokratske grupacije znatno su oslabile. Teti, koji su predstavljali njihov borbeni oslonac, delom se nisu vratili sa Sicilije, a delom su se nalazili u sastavu flote kod Samosa. Osim toga, kod demosa se osećala jaka dezorijentisanost zbog sve ozbiljnijih vojnih poraza. Takođe, stalna stražarska služba nije ljudima davala vremena za društvene poslove. Politička apatija uzimala je sve više maha.

## Angažovanje Persije
U takvoj situaciji na strani Sparte po prvi put otvoreno istupaju persijski satrapi Tisafern i Farnabaz. Persijski car Darije II još je na početku peloponeskog rata postavio je svojim satrapima zahtev da plaćaju porez ne samo za gradove koji su stvarno pod njihovom vlašću već i za celu teritoriju njihovih satrapija. Dakle, i za grčke gradove Male Azije i za ostrva Egejskog mora, koji su ulazili u sastav atinske pomorske države i zato nisu plaćali danak Persijancima. Tisafern i Farnabaz, naravno, nisu mogli očekivati da će se Atinjani dobrovoljno odreći svoje vlasti. Zato je sasvim logično bilo zaključivanje persijsko-spartanskog saveza. Njegova suština sastojala se u tome što je Persija plaćala troškove peloponeske flote, a Sparte je čitavu Joniju prepuštala Persijancima – što je predstavljalo direktnu izdaju opštegrčke stvari.
U toku polugodišta (412–zima 411) jedan za drugim zaključena su tri ugovora između Lakedemonjana i Persijanaca. Prvim ugovorom Sparta je prepuštala Persiji "svu zemlju i sve gradove na koje se prostire vlast cara i koji su bili pod vlašću carevih predaka". Na taj način ne samo obala Male Azije već i ostrva, pa čak i deo Balkanskog poluostrva, formalno su morali preći pod vlast Persije. U drugom ugovoru, zaključenom na zahtev Sparte, ostala je pomenuta formula iz prvobitnog ugovora, ali je dodata još jedna posebna tačka: "Bez obzira koja se vojska nalazila po carevom zahtevu na zemlji cara, car ju je dužan izdržavati". To je značilo da su Spartanci faktički postajali persijski najamnici. I tek u trećem ugovoru carski posedi ograničavaju se na "carsku zemlju koja se nalazi u Aziji". Lakedemonjani su se obavezali da neće pljačkati carsku zemlju i zato im je Tisafern počeo davati novac za izdržavanje flote, ali već u obliku privremene pozajmice. (Treći ugovor zaključen je već posle prelaska Alkibijada Tisafernu).
Alkibijad je došao u Joniju zajedno sa spartanskim vojskovođom Halkidejem, a posle Halkidejeve smrti faktički je rukovodio celom spartanskom politikom na istoku i uspostavio je prisne veze sa Tisafernom. To je kod Spartanaca izazvalo nepoverenje prema njemu i zbog toga su naredili njegovo ubistvo. Alkibijad je tada prebegao Tisafernu i pokušao da iskoristi svoj uticaj za smanjenje persijske pomoći Sparti. Prema Alkibijadovim rečima, interesi Persije nisu zahtevali pobedu Sparte, već da se oba protivnika što više iscrpe: zato je bilo potrebno da se od politike bezuslovne podrške Sparti pređe na pružanje male pomoći slabijoj strani. I zaista, u to vreme Alkibijad stupa u vezu sa pristalicama oligarhije, zapravo s nekim od stratega koji su komandovali atinskom flotom kod Samosa. Obećao im je da će pridobiti Tisaferna na stranu Atine i da će se i sam vratiti u Atinu pod uslovom da tamo bude ukinuta "opštepriznata glupost" – demokratija koja ga ja prognala. 
Većina stratega – oligarha u floti prihvatila je s radošću Alkibijadovu ponudu. Jedino se usprotivio Frinih, koji je savršeno dobro video da Alkibijad ne misli na uspostavljanje oligarhije, već tiranije. Zanimljiva su Frinihova razmišljanja o odnosu atinskih saveznika prema demokratiji i oligarhiji. On dolazi do zaključka da su svi pokušaji oligarhijskog prevrata u Atini preuranjeni, pa čak i štetni. Međutim, većina stratega – oligarha odlučila je da pokuša sa promenom državnog poretka u Atini. U tom je cilju u Atinu upućeno izaslanstvo na čelu s Pisandrom, koje je trebalo da postavi zahtev za ukidanje demokratije, vraćanje Alkibijada i uspostavljanje prijateljskih odnosa sa Tisafernom.

## Prevrat u Atini
U januaru 411. st. e. Pisandar je sa svojom pratnjom došao iz Samosa u Atinu i postavio pomenute zahteve. Zasedanje eklesije bilo je veoma burno: demos nije hteo pristati na dobrovoljno odricanje od svojih demokratskih prava, dok su pristalice prevrata tvrdile da drugog izlaza nema. Pisandar je bio primoran na delimične ustupke, pa je ostao samo kod zahteva da se vrati Alkibijad, a da se pitanje o promeni poretka razmatra kasnije. Taj predlog bio je primljen, te je eklesija odredila Pisandra i još deset građana kao delegate za odlazak Tisafernu i Alkibijadu. Na istom zasedanju razrešen je dužnosti Frinih, jer je on bio protivnik Alkibijada i kao strateg suprotstavljao se pregovorima sa Alkibijadom na Samosu. Posle zasedanja eklesije Pisandar se povezao sa tajnim organizacijama, koje su postojale u gradu od ranije da bi vršile pritisak na sudove i izbor službenih lica, i savetovao im je da udruže svoje snage, donesu zajedničku odluku i da obore demokratiju.
Međutim, pregovori sa Alkibijadom su se otegli i konačno su prekinuti, jer Alkibijad još nije bio srtekao dovoljno uticaja kod Tisaferna. Upravo je tada Tisafern zaključio sa Spartom treći ugovor, koji je za nju bio povoljniji od dva prethodna. Vrativši se na Samos, Pisandar je sa ostalim stratezima zaključio kako oni i bez pomoći Alkibijada mogu uspostaviti oligarhijski poredak u Atini. S grupom istomišljenika on se ponovo uputio u Atinu s ciljem da izvrši prevrat. Uz put Pisandar je u svim savezničkim polisima uvodio oligarhijski poredak.
Krajem maja Pisandar je stigao u Atinu sa značajnim oružanim snagama. U to je vreme tamo vladao pravi teror heterija. Bio je ubijen vođa radikalnih demokrata, Androkle, a ista je sudbina zadesila još nekoliko pristalica demokratije. Mada je stari ustav formalno zadržan, sva je vlast faktički prešla u ruke oligarha. "Međutim, još se uvek sastajala narodna skupština i veće (...). A nisu ništa zaključivali što ne bi bilo po volji zaverenicima, pa i govornici su bili između njih i oni su prethodno među sobom razmotrili što će predložiti. Niko od ostalih nije više protivrečio, jer su u strahu gledali mnoštvo zaverenika".
Početkom juna sazvana je skupština, ne na uobičajenom mestu u gradu, na Pnisku, već u Kolonu (oko 2 km izvan grada). Zasedanje je održano tamo iz dva razloga: prvo, poželjno je bilo da eklesiji prisustvuje što manje građana i inicijatori su računali da će se mnogi Atinjani plašiti da idu daleko van gradskih bedema i da se izlože riziku od napada Spartanaca koji su se nalazili u Dekeleji; drugo, zasedanje je moralo da se drži pod zaštitom straže koja bi se mogla upotrebiti ne samo za otpor Peloponežanima, već i za zastrašivanje atinskih demokrata. Na zasedanju je pre svega ukinuta tužba protiv onih koji su predložili loše zakone (grafe paranomon), a zatim je prihvaćen Pisandrov predlog, koji su podržali Antifont, Frinih i Teramen. Predlog se odnosio na izbor petorice proedra koji je trebalo da odaberu sto ljudi, a svaki od tih sto da odredi još po trojicu, dok se ne oformi veće od 400 ljudi. To Veće četiri stotine trebalo da upravlja državom samostalno, sazivajući po svom nahođenju skupštinu od 5.000 punopravnih građana. Istovremeno je ukinuta plata svim državnim magistratima. 
U prevratu su učestvovale dve grupe oligarha: ekstremna i umerena. Na čelu ekstremnih oligarha nalazili su se Pisandar, Antifont i Frinih (koji je, uverivši se u neminovnost prevrata, u njemu aktivno učestvovao). Tukidid smatra da je Antifont bio vođa prevrata. Program ekstremnih oligarha svodio se na napuštanje svih tekovina atinske demokratije i na vraćanje uređenjima pre Solona. Istovremeno, to je značilo i napuštanje pomorske države. U socijalnog pogledu oni su uglavnom bili predstavnici stare aristokratije. Grupu umerenih oligarha predvodio je Teramen, sin probuleuta Hagnona. On je želeo da se broj atinskih građana ograniči tako što bi biračko pravo imalo salo 5.000 Atinjana koji su mogli nabaviti hoplitsko naoružanje. Oslanjao se na bogate građane, zanatlije, trgovce, trijerarhe. Aristotel i Tukidid smatrali su Teramenov program najboljim od svih mogućih ustava.
Odluke skupštine u Kolonu naizgled su predstavljale kompromis dve tačke gledište. Prema broju punopravnih građana, izgledalo je da je pobedila Teramenova grupa. Brojem od 5.000 bili su obuhvaćeni svi hopliti, što je i predstavljalo osnovni zahtev umerenih oligarha. Međutim, stvarno su pobedili ekstremni oligarsi. Skupština pet hiljada trebalo je da se saziva samo po nahođenju Veća četiri stotine. A u Veću su se uglavnom nalazili ekstremni oligarsi koji su se trudili da se odbace svi ostaci demokratije. 
Po dolasku na vlast ekstremni oligarsi počeli su da pojačavaju teror. Što se tiče spoljno-političkih poslova, oni su odlučili da ne zovu Alkibijada u Atinu – on je i dalje ostao kod Tisaferna. Oligarsi su smatrali da će kao lakonofili lako sklopiti mir sa Spartom, te su odmah uputili izaslanika u Dekeleju. Međutim, spartanski kralj Agis I na ponudu mira odgovorio je iznenadnim napadom na Atinu, računajući da su Dugi bedemi tokom unutrašnjih nesuglasica ostali bez odbrane. Drugo izaslanstvo, poslato direktno u Lakoniju, takođe nije urodilo plodom za atinske oligarhe, jer je Sparta zehtevala da se Atina potpuno odrekne svoje pomorske države; na taj zahtev nisu mogli pristati čak ni najžešći lakonofili, jer su se plašili reakcije demosa.
Položaj Četiri stotine znatno se pogoršao zbog odvajanja niza saveznika. Dok se ranije ustanak ograničio na Joniju, sada je, pored Tasosa, na stranu Lakedemonjana prešao niz gradova na moreuzima: Abidos, Lampsak, Vizantion, Kalhedon itd. Još veći udarac zadao je ustanak na Eubeji, odakle su Atinjani u to vreme imali više prihoda nego iz same Atike. Još ranije Beoćani su zauzeli Orop, koji je ležao prema Eubeji. U bici kod Eretrije (411) flota kojom su rukovodili oligarsi pretrpela je sraman poraz. Neposredno posle tog poraza došlo je do ustanka u Eretriji: ustanici su uveli oligarhijsku upravu.
Odlučujući udarac ekstremnim oligarsima zadala je samoska flota, koja se pod rukovodstvom Trasibula i Trasila opredelila za uspostavljanje demokratije i pozvala sebi Alkibijada. Izaslanstvo koje se u ime Četiri stotine uputilo na Samos vratilo se bez ikakvog rezultata: veliki broj teta koji su služili u floti nije želeo nikakav kompromis. Stoga su oligarsi odlučili da učine sve što je moguće radi postizanja mira sa Spartom. U tom cilju uputili su u Spartu drugo izaslanstvo na čelu sa Antifontom i Frinihom, formalno radi daljih pregovora, a zapravo da bi Peloponežanima predali Pirej i "zaključili mir pod bilo kakvim podnošljivim uslovima" (Tukidid). Oni su počeli podizanje utvrđenja na izlazu iz luke Pireja navodno za odbranu luke od napada samoske flote, a zapravo radi predaje tog utvrđenja Spartancima.
Međutim, tada je došlo do sukoba između pristalica oligarhije. Teramenova grupa, koja je uživala značajan ugled među hoplitima, naročito među onima u Pireju, strepela je od toga da će ekstremni oligarsi ostvariti svoje namere – što bi značilo likvidaciju Atine kao samostalnog polisa. Takođe, neuspesi ekstremista i pre svega ponašanje atinske flote na Samosu primoravali su umerene oligarhe na manevrisanje kako bi izbegli odgovornost za zločine koje je počinilo Veće četiri stotine. Kao signal za akciju poslužilo je ubistvo vođe ekstremista – Friniha po njegovom povratku iz Sparte. Tada su pirejski hopliti, saznavši za približavanje peloponeske flote, porušili utvrđenja koja su se gradila, i naoružani krenuli u Atinu. Ekstremni oligarsi naterani su na povlačenje i početkom septembra sazvano je jedino zasedanje narodne skupštine u svim tim mesecima, koja je razrešila vlasti Veće četiri stotine i predala je Skupštini pet hiljada. Inače su potvrđene odluke skupštine u Kolonu. Političko uređenje zavedeno u Atini formalno je odgovaralo Periklovom ustavu: bula je ponovo birana žrebom, opet je funkcionisala narodna skupština. Međutim, iz broja punopravnih građana isključeno je oko pet šestina Atinjana. Sva politička prava imalo je samo 5.000 imućnih ljudi. Osim toga, obustavljeni su svi vidovi davanja sirotinji iz državne blagajne. Vlast je na taj način prešla u ruke Teramenove grupe, tj. u ruke umerenih oligarha, koji su zastupali interese bogatih građana. Na tom zasedanju skupštine odlučeno je i da se vrati Alkibijad. Posle toga vođe ekstremnih oligarha na čelu s Pisandrom pobegli su Lakedemonjanima u Dekeleju. Antifont, koji je ostao u Atini, ubijen je po presudi suda. Pristalicama ekstremnih oligarha izrečena je atimija (tj. lišeni su političkih prava). 
Najvažnije pitanje za Teramenovu grupu predstavljao je sporazum s atinskom flotom na Samosu, gde je već od Tisaferna bio stigao Alkibijad. Za vreme vladivine ekstremnih oligarha Samos je postao centrom demokratskog pokreta. Ovde je već ranije bila uvedena široka demokratija, pri čemu su aristokrati bili lišeni političkih prava; zbog toga je Samos od atinskog demosa dobio autonomiju. Glavni oslonac demokratskog pokreta na Samosu predstavljala je atinska flota. Broj atinskih građana koji su se nalazili u floti na Samosu iznosio je barem 10.000 ljudi, tj. bio je tek nešto manji od broja građana koji su ostali u Atini. Uz pomoć atinskih mornara samoski demokrati lako su savladali ustanak mesnih oligarha. Skoro istovremeno stigla je vest o prevratu u Atini. U floti je izbila velika uzbuna pod rukovodstvom Trasibula i Trasila. Na zboru mornara odlučeno je da se stratezi i trijerarsi razreše dužnosti pod sumnjom da su sarađivali sa oligarsima. Na njihovo mesto izabrana su nova lica, među kojima Trasibul i Trasil. 
Nova komanda pozvala je Alkibijada na Samos. On je došao u avgustu 411. st. e. i na opštem zboru obećao da će izdejstvovati podršku Tisaferna i uništiti vlast oligarha u Atini. Na istom zboru Alkibijad je jednoglasno izabran za stratega, pri čemu su mu Atinjani "predali sve poslove" (Tukidid). Izaslanstvu koje je u ime Četiri stotine došlo na Samos Alkibijad je odgovorio da je on spreman na pomirenje pod uslovom da vlast bude predata u ruke 5.000, tj. da se ukine ekstremna oligarhija. Upravo taj zahtev podstakao je Teramena da istupi protiv vladavine Četiri stotine.
Mornarske mase vatreno su želele da pođu u Atinu i silom povrate stari ustav. Međutim, Alkibijad je sprečavao taj korak mornarice, pre svega jer nije hteo da dođe do potpunog obnavljanja demokratije, a takođe i zato što je hteo da se u Atinu vrati kao pobednik. Osim toga, on je morao da bude u stalnom kontaktu sa Tisafernom. Odlaskom samoske flote znatno bi se popravio položaj Peloponežana, koji su se sa svojih 112 brodova nalazili u miletskoj luci. U takvim okolnostima Alkibijad se sa samo 13 trijera uputi Tisafernu. Odnosi između Peloponežana i Tisaferna u to su se vreme naglo pogoršali. Prema Alkibijadovim savetima, Tisafern je pokušavao da održi ravnotežu izneđu Atinjana i Peloponežana; isplatio je samo deo novca obećanog za izdržavanje veslača. Time je flota zatvorena u Miletu bila osuđena na pasivnost. Zato je novi nauarh Mindar iskoristio ponudu Farnabaza i iz Mileta pošao u Helespont, računajući na Farnabazovu materijalnu podršku i nadajući se da će podići ustanak među tamošnjim saveznicima Atine. Ovakva situacija primorala je Tisaferna da stupi u tešnji kontakt sa Alkibijadom, koji je sada postao neograničen gospodar jedine flote u Joniji.

## Obnova demokratije
Velikih uspesi Atinjana u bici kod Abidosa krajem 411. st. e. i u bici kod Kizika početkom 410. st. e. postavili su na dnevni red pitanje ustavnog poretka. Odnos snaga u Atini promenio se u korist radikalnih demokrata. U doba oligarhijskog prevrata imućno atinsko građanstvo delilo se prema svojim političkim shvatanjima na tri grupe. Jedna od njih bila je uz ekstremne oligarhe. Druga, koja je svojim vođom smatrala Teramena, takođe je podržavala ekstremne oligarhe. Treća, prilično velika grupa "pasivnih", okupljala je pristalice Periklovog ustava; ta je grupa bila dezorijentisana propašću sicilijske ekspedicije i odmetnućem Jonije, i zato se nije odupirala zaverenicima. Poraz ekstremnih oligarha zbrisao ih je kao aktivnu političku snagu. Grupa pasivnih postepeno prelazi na stranu opozicije protiv Teramena. Nju ohabruju akcije atinske flote, koja pod rukovodstvom Alkibijada postiže velike pobede. Sve je to slabilo pozicije Teramena i njegovih pristalica. Zato je kao sasvim logičan postavljen zahtev za povratak na stari Periklov ustav. Još 410. st. e., posle pobede kod Kizika, "narod je oteo vlast" (Aristotel, Atinski ustav) od vlade Pet hiljada. Na čelo radikalnog demosa došao je vlasnik radionice muzičkih instrumenata Kleofont. On je prvi uveo podelu dva obola svim vrlo siromašnim građanima. Da bi se pružila zarada velikom broju stanovništva, 409. st. e. je obnovljena izgradnja Erehtejona, koja je – kako izgleda – završena 406. st. e. Tih godina započeli su i drugi građevinski radovi na Akropolju. Da bi se izbegla opasnost ponovnog oligarhijskog prevrata, odmah na prvom zasedanju narodne skupštine održanom po obnavljanju demokratije doneta je odluka o čuvanju ustavu. 
Posle bitke kod Kizika Sparta je predlagala da se zaključi mir na osnovi razmene Dekeleje za Pilos i očuvanja atinske pomorske države u granicama iz 410. st. e., ali ni pobednik Alkibijad, koji je vladao moreuzima, ni atinski demos opijen pobedama nisu hteli da pristani na mir ni pod kakvim uslovima osim pod uslovom statusa quo. Odlučujuću ulogu u tome odigrala je pozicija vođe radikalnih demokrata, Kleofonta, koji je tih godina uživao veliku popularnost, kako zbog uvođenja diobolije tako i zbog svog poštenja, koje se naročito pokazalo dok je upravljao atinskim finansijama. U leto 407. st. e. Alkibijad je ocenio da je došlo vreme za njegov povratak u Atinu. Dok su Atinjani na ostalim frontovima trpeli neuspehe (409. st. e. izgubili su Pilos), Alkibijad je uništio čitavu peloponesku flotu i uspostavio vlast Atine nad moreuzima. Njegov dolazak u Atinu bio je veoma svečan. Alkibijadu su vratili svu njegovu ranije konfiskovanu imovinu, svečano su sa njega skinuli prokletstvo i ovenčali da zlatnim vencem. Zatim je bio izabran za stratega sa neograničenim ovlašćenjima; u njegovim rukama našle su se sve oružane snage Atine.